# José Gomes Monteiro
José Gomes Monteiro (Porto, 2 de Março de 1807 - 12 de Junho de 1879) foi um escritor português.

## Biografia
José Gomes Monteiro nasceu na cidade do Porto a 2 de Março de 1807.
Aos 16 anos matriculou-se em Coimbra nas faculdades de leis e cânones, mas, chegando ao quarto ano do curso, saiu de Portugal para Inglaterra.
Permaneceu dois anos em Inglaterra, e foi depois estabelecer residência em Hamburgo, onde fez parte da firma comercial Santos & Monteiro, empresa essa que o arruinou financeiramente.
No estrangeiro travara relações com Almeida Garrett e com outros portugueses exilados. Também ali ganhou um vasto conhecimento dos principais idiomas da Europa.
Dedicou-se ao estudo dos clássicos portugueses e, tendo encontrado na livraria da Universidade de Gottingen um exemplar da primeira edição dos Autos de Gil Vicente, preparou, em parceria com José Vitorino Barreto Feio, a edição crítica das obras do fundador do teatro português (1834). Desta parceria sairia de seguida a edição crítica das obras de Camões (1843).
Ainda na Alemanha inicia as investigações com vista à criação de uma história literária portuguesa, tarefa essa que continuou durante o resto da sua vida, já em Portugal, mas que nunca concluiu, tendo deixado um largo volume de páginas manuscritas sobre o tema. Destas investigações resultaram alguns opúsculos, como a Carta ao illmo. sr. Tomás Norton sobre a situação da ilha de Vénus e em defesa de Camões contra uma arguição que na sua obra intitulada "Cosmos" lhe faz... Alexandre de Humboldt  (1849).
Um ano antes da publicação da carta sobre a ilha de Vénus, isto é, em 1848, deu José Gomes Monteiro em volume a tradução de algumas baladas dos poetas mais populares da Alemanha, sob o título de Ecos da lira Teutónica.
Em 1873, José Gomes Monteiro saiu a vingar a velhice de Castilho—desafrontando-a de acusações que lhe foram feitas—com a publicação do livro Os críticos do Fausto do sr. visconde de Castilho.
José Gomes Monteiro faleceu a 12 de Junho de 1879.